# Astragalus piscator
Astragalus piscator är en ärtväxtart som beskrevs av Rupert Charles Barneby och Stanley Larson Welsh. Astragalus piscator ingår i släktet vedlar, och familjen ärtväxter. Inga underarter finns listade i Catalogue of Life.